# Nicolas Petit-Biquet
Nicolas Petit-Biquet, né le 16 juillet 1907 à Liège et mort le 31 mars 1959 dans la même ville, est un boxeur belge.

## Biographie
Le 11 février 1927, il bat Michel Montreuil aux points et devient champion de Belgique poids mouches. Il perd ce titre contre Leo De Bleyser le 8 mai 1928. Le 23 janvier 1929, il devient champion de Belgique poids coqs, en battant, à nouveau aux points, Michel Montreuil.
Le 7 décembre 1932, il devient champion d'Europe poids coqs, en battant Carlos Flix aux points.
Il est inhumé au Cimetière de Sainte-Walburge à Liège.